# Vickers VC.1 Viking
De Vickers VC.1 Viking was een verkeersvliegtuig van Vickers-Armstrong, aangedreven door twee Bristol Hercules zuigermotoren. De VC stond voor Vickers Commercial. Dit type is niet te verwarren met het amfibievliegtuig Vickers Viking van kort na de Eerste Wereldoorlog. De VC.1 was het eerste nieuwe verkeersvliegtuig van Britse makelij na de Tweede Wereldoorlog.

## Ontwikkeling en gebruik
Het eerste van drie prototypes van de VC.1 Viking vloog voor het eerst op 22 juni 1945. Het toestel was gedeeltelijk gebaseerd op de Vickers Wellington, waarvan het de vleugels (aan weerszijden van de motoren) en het onderstel overnam. Zoals de Wellington had de Viking een staartwiel. De Viking kreeg wel een compleet nieuwe, metalen romp. De British Overseas Airways Corporation (BOAC) bestelde negentien exemplaren, later aangeduid als Viking 1A, waarvan het eerste vloog op 23 maart 1946. Ze boden plaats aan 21 passagiers in rijen van 3 (2+1). Nadat er negen exemplaren aan BOAC afgeleverd waren, werd op 1 augustus 1946 British European Airways (BEA) opgericht en de exemplaren van BOAC gingen naar de nieuwe luchtvaartmaatschappij. De eerste lijnvlucht met een Viking vond plaats op 1 september 1946 tussen Northolt en Kopenhagen.
De Viking 1 was het volgende type, waarvan 31 exemplaren gebouwd zijn. Deze had geheel metalen vleugels. De meeste exemplaren gingen naar BEA. 
De meestgebouwde variant is de Viking 1B die 71 cm langer was en 24 passagiers kon vervoeren. Deze had krachtigere Bristol Hercules motoren. Er werden 113 exemplaren van gebouwd. Een daarvan werd uitgerust met twee turbojets van het type Rolls-Royce Nene, en werd zo het eerste verkeersvliegtuig ter wereld met straalmotoren toen het op 6 april 1948 voor het eerst vloog. De "Nene-Viking" werd echter niet in productie genomen. Een andere Viking werd het prototype van de Vickers Valetta, een militair transportvliegtuig voor de Royal Air Force (RAF).
De RAF gebruikte twaalf Viking 1Bs als militair transport- en vrachtvliegtuig onder de benaming Viking C.2, plus vier exemplaren die als VIP-transportvliegtuig door de King's Flight werd gebruikt voor de Britse koninklijke familie en regering.
BAE was de voornaamste gebruiker van de VC.1, en heeft in totaal 49 exemplaren gebruikt. BEA vloog ermee tot eind 1954. Vanaf 1951 werden vele Vikings van BEA omgebouwd zodat ze 36 passagiers konden vervoeren. Die werden aangeduid als Viking 3, 3A of 3B (ex-Viking 1, 1A of 1B respectievelijk). BEA verkocht haar Vikings nadien aan diverse Britse en buitenlandse luchtvaartmaatschappijen.
In totaal werden 163 Vikings gebouwd.
De Viking vormde ook de basis voor de Vickers Varsity, een vliegend leslokaal van de RAF. 

## Ongeval
Op 5 april 1948 botste twee vliegtuigen met elkaar in het luchtruim boven Berlijn. Een British European Airways Vickers VC.1 Viking toestel stortte neer bij het RAF Gatow basis nadat het was gebotst met een Jakovlev Jak-3 gevechtsvliegtuig van de luchtmacht van de Sovjet-Unie. Hierbij kwamen aan Britse zijde 10 passagiers en vier bemanningsleden om het leven en ook de Sovjet piloot kwam om.